# Roger Ludwig
Roger Ludwig (ur. 16 stycznia 1933 w Manternach, zm. 11 kwietnia 2009 w Luksemburgu) – luksemburski kolarz szosowy i przełajowy, brązowy medalista mistrzostw świata

## Kariera
Największy sukces w karierze Roger Ludwig osiągnął w 1952 roku, kiedy zdobył brązowy medal w wyścigu ze startu wspólnego amatorów podczas szosowych mistrzostw świata w Luksemburgu. W zawodach tych wyprzedzili go jedynie Włoch Luciano Ciancola oraz Belg André Noyelle. Był to jednak jedyny medal wywalczony przez Ludwiga na międzynarodowej imprezie tej rangi. W tym samym roku był najlepszy w klasyfikacji generalnej Flèche du Sud, a rok wcześniej w tym samym wyścigu był trzeci. W 1952 roku zdobył też wicemistrzostwo kraju w kolarstwie przełajowym. Brał również udział w igrzyskach olimpijskich w Helsinkach, gdzie w wyścigu ze startu wspólnego był czternasty, a Luksemburczycy z Ludwigiem w składzie zajęli siódme miejsce drużynowo.